# Robert MacPherson
Robert Duncan MacPherson (sinh ngày 25.5.1944) là nhà toán học người Mỹ, làm việc ở Viện nghiên cứu cao cấp Princeton và Đại học Princeton. Ông nổi tiếng về việc phát minh intersection homology (tính đồng điều giao nhau) chung với Mark Goresky, một sinh viên đã tốt nghiệp mà ông hướng dẫn làm luận án tiến sĩ ở Đại học Brown.

## Cuộc đời và Sự nghiệp
MacPherson sinh ở Lakewood, Ohio ngày 25.5.1944. Ông học ở Swarthmore College, đậu bằng cử nhân năm 1966, sau đó ông học ở Đại học Harvard và đậu bằng tiến sĩ năm 1970, với bản luận án tên Singularities of Maps and Characteristic Classes dưới sự hướng dẫn của giáo sư Raoul Bott.
MacPherson đã từng giảng dạy ở Đại học Brown, Đại học Paris và Học viện Công nghệ Massachusetts. Ông cũng đã làm giáo sư thỉnh giảng ở "Università di Roma "La Sapienza", Đại học Utrecht, "Max-Planck-Institut für Mathematik", (Bonn), Đại học Chicago, "Institute des Hautes Etudes Scientiﬁques", Büres-sur-Yvette, (Pháp), Viện Toán học Steklov, (Moskva).
Ông có nhiều sinh viên tiến sĩ, trong đó có Eric Babson, Kari Vilonen, Julianna Tymoczko và Mark Goresky.
Năm 1983 ông đã đọc bài diễn văn trong phiên họp toàn thể của Hội nghị quốc tế các nhà toán học ở Warszawa.

## Giải thưởng và Vinh dự
- 1992: Giải Toán học của Viện hàn lâm Khoa học quốc gia Hoa Kỳ.[1]
- 2002: Giải Leroy P. Steele của Hội Toán học Hoa Kỳ (chung với Mark Goresky)
- 2009: Giải Heinz Hopf của ETH Zürich.
- Viện sĩ Viện hàn lâm Khoa học và Nghệ thuật Hoa Kỳ
- Viện sĩ Viện hàn lâm Khoa học quốc gia Hoa Kỳ
- Hội viên Hội Triết học Hoa Kỳ

## Một số tác phẩm chính
- Goresky, Mark; MacPherson, Robert, La dualité de Poincaré pour les espaces singuliers, C. R. Acad. Sci. Paris Sér. A-B 284 (1977), no. 24, A1549–A1551. MR0440533
- Goresky, Mark; MacPherson, Robert, Intersection homology theory, Topology 19 (1980), no. 2, 135–162. doi:10.1016/0040-9383(80)90003-8 MR0572580
- Goresky, Mark; MacPherson, Robert, Intersection homology. II, Inventiones Mathematicae 72 (1983), no. 1, 77–129. doi:10.1007/BF01389130 MR0696691